# Карабулак (Алакольський район)
Карабула́к (каз. Қарабұлақ) — село у складі Алакольського району Жетисуської області Казахстану. Входить до складу Жанаминського сільського округу.
Населення — 997 осіб (2021; 1136 у 2009, 1007 у 1999, 1420 у 1989).